# Mixornis
Mixornis – rodzaj ptaków z rodziny tymaliowatych (Timaliidae).

## Rozmieszczenie geograficzne
Rodzaj obejmuje gatunki występujące w orientalnej Azji.

## Morfologia
Długość ciała 11–14 cm, masa ciała 10–19 g.

## Systematyka
Rodzaj zdefiniował w 1842 roku brytyjski zoolog Edward Blyth w artykule poświęconym raportowi kustosza, opublikowanym w czasopiśmie The journal of the Asiatic Society of Bengal. Gatunkiem typowym jest (oryginalne oznaczenie) gromadniczek żółtobrzuchy (M. gularis).

### Etymologia
Mixornis: gr. μιξις mixis ‘mieszanina’; ορνις ornis, ορνιθος ornithos ‘ptak’.

### Podział systematyczny
Do rodzaju należą następujące gatunki:
- Mixornis woodi Sharpe, 1877 – gromadniczek szarogrzbiety
- Mixornis gularis (Horsfield, 1822) – gromadniczek żółtobrzuchy
- Mixornis bornensis Bonaparte, 1850 – gromadniczek smugowany
- Mixornis flavicollis Bonaparte, 1850 – gromadniczek szarouchy
- Mixornis kelleyi Delacour, 1932 – gromadniczek szarolicy